# Tag Team (Band)
Tag Team war eine US-amerikanische Hip-Hop-Formation aus Atlanta, Georgia, die von 1993 bis 1995 bestand.

## Geschichte
Tag Team setzte sich aus den Mitgliedern Cecil Glenn (DC the Brain Supreme) und Steve Gibson (Steve Roll'n) zusammen. Ihr größter Hit war das Lied Whoomp! (There it is), das 1993 Platz 2 der US-amerikanischen Single-Charts und Platz 15 der deutschen Single-Charts belegte. In den USA wurde die Single mit vier Platin-Schallplatten ausgezeichnet. Das gleichnamige Album erreichte noch Gold. Die Gruppe fällt unter die für die Musikbranche typische Bezeichnung eines klassischen One-Hit-Wonders.
Im November 2022 traten Tag Team in der sechsten Folge der achten Staffel der US-amerikanischen Version von The Masked Singer, deren Mottothema die 1990er Jahre waren, auf. Sie sangen am Anfang der Episode außer Konkurrenz Whoomp! (There it is).

## Diskografie

### Studioalben
| Jahr | Titel                 | Höchstplatzierung, Gesamtwochen, AuszeichnungChartplatzierungen (Jahr, Titel, Platzierungen, Wochen, Auszeichnungen, Anmerkungen) | Höchstplatzierung, Gesamtwochen, AuszeichnungChartplatzierungen (Jahr, Titel, Platzierungen, Wochen, Auszeichnungen, Anmerkungen) | Höchstplatzierung, Gesamtwochen, AuszeichnungChartplatzierungen (Jahr, Titel, Platzierungen, Wochen, Auszeichnungen, Anmerkungen) | Höchstplatzierung, Gesamtwochen, AuszeichnungChartplatzierungen (Jahr, Titel, Platzierungen, Wochen, Auszeichnungen, Anmerkungen) | Höchstplatzierung, Gesamtwochen, AuszeichnungChartplatzierungen (Jahr, Titel, Platzierungen, Wochen, Auszeichnungen, Anmerkungen) | Anmerkungen                         |
| Jahr | Titel                 | DE | AT | CH | UK | US | Anmerkungen                         |
| ---- | --------------------- | --- | --- | --- | --- | --- | ----------------------------------- |
| 1993 | Whoomp! (There It Is) | — | — | — | — | US39 Gold · (40 Wo.)US | Erstveröffentlichung: 20. Juli 1993 |

Weitere Alben
- 1995: Audio Entertainment
- 2000: The Best of

### Singles
| Jahr | Titel Album             | Höchstplatzierung, Gesamtwochen, AuszeichnungChartplatzierungen (Jahr, Titel, Album, Platzierungen, Wochen, Auszeichnungen, Anmerkungen) | Höchstplatzierung, Gesamtwochen, AuszeichnungChartplatzierungen (Jahr, Titel, Album, Platzierungen, Wochen, Auszeichnungen, Anmerkungen) | Höchstplatzierung, Gesamtwochen, AuszeichnungChartplatzierungen (Jahr, Titel, Album, Platzierungen, Wochen, Auszeichnungen, Anmerkungen) | Höchstplatzierung, Gesamtwochen, AuszeichnungChartplatzierungen (Jahr, Titel, Album, Platzierungen, Wochen, Auszeichnungen, Anmerkungen) | Höchstplatzierung, Gesamtwochen, AuszeichnungChartplatzierungen (Jahr, Titel, Album, Platzierungen, Wochen, Auszeichnungen, Anmerkungen) | Anmerkungen                                                              |
| Jahr | Titel Album             | DE | AT | CH | UK | US | Anmerkungen                                                              |
| ---- | ----------------------- | --- | --- | --- | --- | --- | ------------------------------------------------------------------------ |
| 1993 | Whoomp! (There It Is)   | DE15 (17 Wo.)DE | AT28 (4 Wo.)AT | CH40 (5 Wo.)CH | UK34 (7 Wo.)UK | US2 ×4Vierfachplatin · (45 Wo.)US | Erstveröffentlichung: 7. Mai 1993                                        |
| 1993 | Addams Family (Whoomp!) | — | — | — | UK53 (1 Wo.)UK | US84 (3 Wo.)US | Erstveröffentlichung: Dezember 1993                                      |
| 1994 | Whoomp! (There It Went) | — | — | — | — | US97 (1 Wo.)US | Erstveröffentlichung: Dezember 1994 mit Mickey, Minnie, Goofy und Donald |

Weitere Singles
- 1993: U Go Girl
- 1994: Here It Is, Bam!
- 1995: Funkey Situation
- 1995: Pig Power